# 希氏缺鰭鯰
希氏缺鰭鯰，為輻鰭魚綱鯰形目鯰科的其中一種，為熱帶淡水魚，分布於亞洲湄公河至印尼淡水流域，體長可達12公分，棲息在底中層水域，以蝦、昆蟲等為食，生活習性不明。

## 扩展阅读
維基物種上的相關：希氏缺鰭鯰